# 真主党
真主党（阿拉伯语：حزب الله，羅馬化：Ḥizbu 'llāh，發音：[ħizbu‿lːaːh]），又称黎巴嫩伊斯兰抵抗（المقاومة الإسلامية في لبنان，Al-Muqāwamah Al-Islāmīyah fī Lubnān），是1982年伊朗资助成立的黎巴嫩什叶派政治和军事组织，其宗旨為消灭以色列並將西方势力逐出黎巴嫩。
該組織性質極具爭議，其自創立以來即是黎巴嫩合法政黨，長期拥有黎巴嫩议会席位，并参加聯合政府，除武装活动外还經營孤儿院、学校、文化中心、诊所和建筑公司等社會事業；但其同時被美国、英国、澳大利亚、加拿大、欧盟、海湾阿拉伯国家合作委员会等列为恐怖组织。

## 历史
1982年6月以色列入侵黎巴嫩後，黎巴嫩伊斯兰抵抗成立，其成立初期一直处于秘密状态。
1984年，开始使用“真主党”的名称。
1985年，发表声明，正式宣布成立真主党。
1990年的黎巴嫩内战结束后，黎巴嫩各派閥根据政府的决定，解除了各自的武装，但真主党以抗击以色列为由，没有解除武装组织及上缴武器。曾参与波黑战争支援穆斯林军队。
1991年阿以和谈开始后，真主党频繁袭击以色列在黎巴嫩南部设立的“安全区”。因此以色列一直视真主党为“恐怖组织”，并将其作为重点打击和报复的对象，多次袭击其基地。
1992年2月真主党总书记阿巴斯·穆萨维在以色列的空袭中被炸身亡。此后哈桑·纳斯鲁拉接替穆萨维的总书记职位，成为真主党的领袖。
真主党从1992年起参加黎巴嫩议会选举，成为黎巴嫩最大的反对党。
2000年5月以色列从黎巴嫩南部地区撤军后，该地区实际上由真主党控制。由于以色列没有从黎巴嫩、叙利亚和以色列交界地区有争议的舍巴农场撤军，真主党武装组织对以境内目标的袭击一直没有中断。

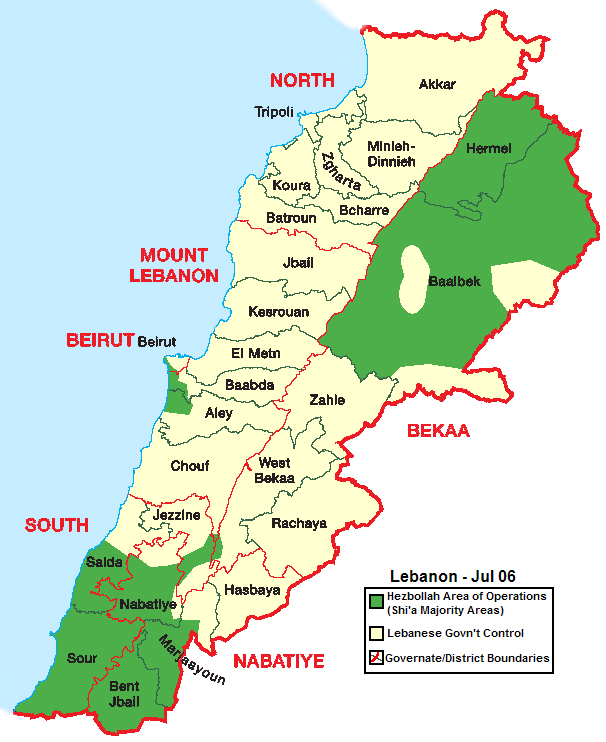
2006年7月黎巴嫩什葉派（真主黨）控制的區域（綠色）。

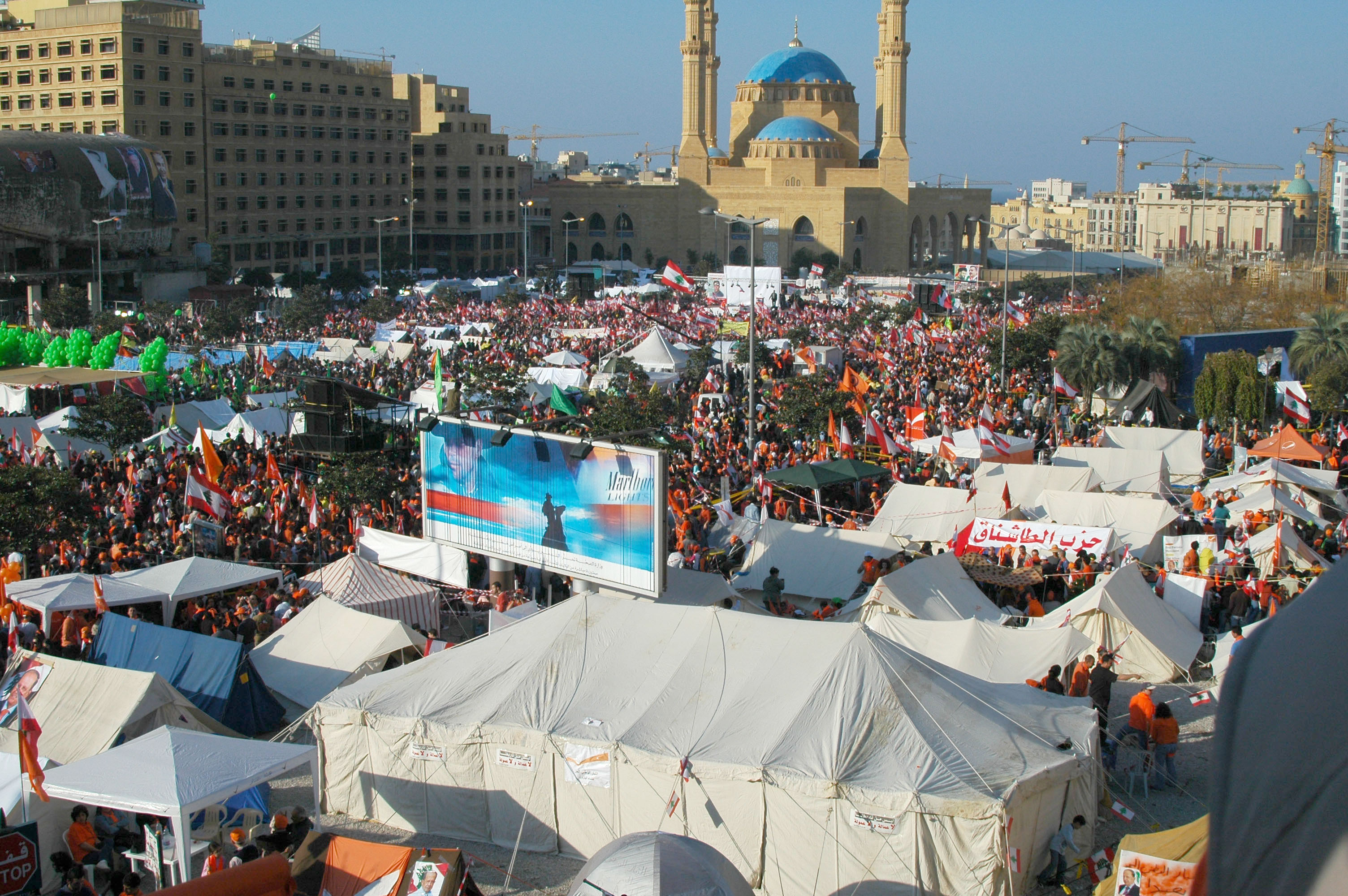
2006年12月在貝魯特的反政府集會。

## 现状

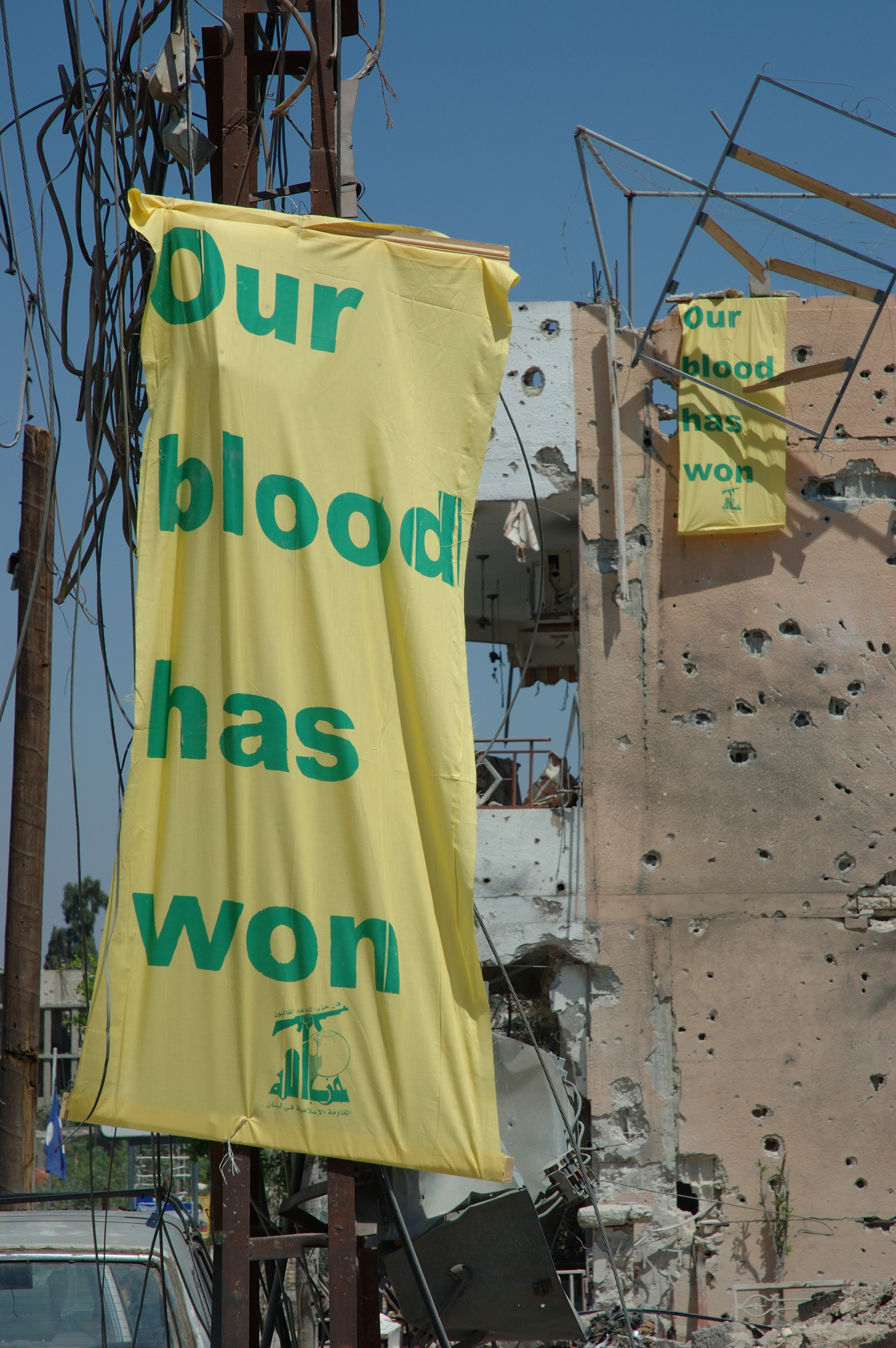
真主黨在2006年以黎衝突後的海報

真主党遵从何梅尼的守舊派激進伊斯蘭意识形态，号召在黎巴嫩建立伊斯兰共和国形式的政府。2003年的竞选口号是通过和平民主的手段建立伊斯兰政府。支持消灭以色列，并与哈马斯等其他伊斯兰军事组织在这一目的上合作。目前除军事部分外，还有慈善、新闻、教育，社区建设等机构，是黎巴嫩主要的政党之一。
真主党主要由从“伊斯兰阿迈勒运动”分裂出来的力量组成，其组织严密，装备精良，拥有民兵5千人，在年轻的穆斯林信徒中很有影响力。真主党总部设在贝卡谷地的巴勒贝克市，最高领导机构是由12人组成的协议委员会，主要活动区域集中在贝卡谷地、贝鲁特南郊和黎巴嫩南部等什葉派地区。前任总书记哈桑·纳斯鲁拉被以色列空襲身亡。
由于前兩任黎巴嫩真主党总书记被以色列刺杀，为防止敌人袭击，黎巴嫩真主党的总部位置和领导人行踪都属于最高机密，仅有真主党领导层知晓。真主党总部经常搬迁。大致在贝鲁特南郊设立总部。
真主党和平參與正式的議會政治，它的合法存在被很多阿拉伯和穆斯林国家所承认。西方国家包括英国、美国等认为真主党是一个恐怖组织，欧盟则认为其保安系统是恐怖组织。其名为“伊斯兰抵抗组织”的军事机构可能支持了其它军事组织。
2006年7月12日，真主黨因綁架以色列2名軍人導致以色列猛烈轟炸黎巴嫩南部，雙方爆發軍事衝突導致2006年以黎危機。
2009年6月8日，真主黨與基督教派自由愛國運動及什葉派組成的「三月八日聯盟」在黎巴嫩國會大選128席中共贏得58席。
在叙利亚内战中，真主黨直接向叙利亚当局提供「训练、参谋及后勤支援」，还充当中介人协调伊朗对叙当局进行援助。
2015年1月，以色列在叙利亚的空袭导致一名伊朗将领、真主党一名高级指挥官的儿子和其他官员身亡。此后作为报复，真主党向以色列发射反坦克导弹，造成两名以色列軍人死亡。
2019年8月24日，以色列在叙利亚的空袭造成两名真主党士兵丧生。25日，两架以色列无人机在黎巴嫩首都贝鲁特坠毁，其中一架在真主党宣传部门的一栋办公楼附近爆炸。9月1日，一架以色列无人机入侵黎巴嫩领空，向边境地区投掷燃烧弹，造成当地一片树林起火。當日下午4点，真主党向以色列北部边境城镇艾维威姆附近的军营发射了两到三枚反坦克导弹。以军隨後对黎巴嫩境内的真主党军事目标发动了约100次炮击，並出动直升机进行有限打击。
2020年8月26日，以色列空袭了真主党武装部署在黎巴嫩边境的观察哨所。
2023年哈馬斯襲擊以色列後，並引發加沙戰爭的第二天（2023年10月8日），以色列—真主黨衝突 (2023年至今) 爆發，真主黨和以色列之間之前零碎的戰鬥也進一步升級。真主黨向以色列陣地開火，以聲援巴勒斯坦人。
2024年黎巴嫩無線設備爆炸事件引致真主黨成員使用的數千台傳呼機和對講機，造成39人死亡，數千人受傷。此後不久，以色列大幅升級了對真主黨的襲擊，發動了一波又一波的轟炸，造成近800人死亡。
在2024年真主黨總部空襲中以色列空军造成至少6死91人傷，真主党总书记哈桑·纳斯鲁拉亦在袭击中身亡。纳斯鲁拉遇害的次月，納伊姆·卡西姆就任真主党总书记。
2025年2月23日，真主黨為第三任總書記哈桑·納斯魯拉和執行委員會主席哈希姆·薩菲丁舉行集體葬禮。

## 組織

### 總書記
真主黨的領袖為總書記，另曾於1991年至2024年設有副總書記作為副職，因哈桑·納斯魯拉被以色列空襲而身亡，並由納伊姆·卡西姆相繼接任總書記至今，因而副總書記正懸空中。
| 任次 | 肖像          | 總書記                            | 就职           | 离职           | 任职时间                  | Ref           |
| ---- | ------------- | --------------------------------- | -------------- | -------------- | ------------------------- | ------------- |
| 1    | 蘇比·圖法伊利 | 蘇比·圖法伊利 （1947/1948年出生） | 1989年         | 1991年         | 1—2年（被開除黨籍）       | —             |
| 2    | 阿巴斯·穆薩維 | 阿巴斯·穆薩維 （1952年–1992年）   | 1991年5月      | 1992年2月16日† | 291天（被以色列軍隊擊斃） | [ 55 ] [ 56 ] |
| 3    | 哈桑·納斯魯拉 | 哈桑·納斯魯拉 （1960年–2024年）   | 1992年2月16日  | 2024年9月27日† | 32年（遭以色列空襲身亡）  | [ 57 ]        |
| 4    | 納伊姆·卡西姆 | 納伊姆·卡西姆 （1953年出生）      | 2024年10月29日 | 现任           | 296天                     | [ 58 ]        |

### 副總書記
1. 納伊姆·卡西姆：1991年5月—2024年10月29日

### 執行委員會主席
1. 哈希姆·薩菲丁：2001年7月—2024年10月3日†（遭以色列空襲身亡）[59]
2. 易卜拉欣·賽義德（英语：Ibrahim Amin al-Sayyed）：2024年10月29日—現任

## 軍事
据估计其拥有正規部隊600人、後備軍3000人、民兵10000人，主要走精锐轻步兵路线，而且有伊朗人援助，有一定的武器生产能力，且軍事實力比黎巴嫩武裝部隊還強大。

### 軍事將領
- 阿里·加拉奇 - 在以色列—真主黨衝突 (2023年至今)當中，與哈珊·納斯拉勒一同遭遇以色列空襲遇刺身亡 †
- 福阿德·舒庫爾 - 真主黨軍事顧問，在以色列—真主黨衝突 (2023年至今)中，遭以色列空襲身亡（福阿德·舒庫爾遇刺案) †

### 训练
真主党训练营共有两个，一个在贝鲁特南郊，另一个则在贝卡谷地。真主党士兵每天上午学习军事理论，下午进行军事训练，内容包括射击、格斗、侦查、埋设炸药等。晚上还要接受夜间训练。每年训练时间为3个月，训练十分严格，训练强度不亚于正规部队。 

### 装备
真主党装备有AK47步枪、M16步枪、奧爾西T-5000狙擊步槍、机枪、RPG-7、63式火箭炮、迫击炮、9K38針式防空飛彈和反坦克导弹等。其中重型武器有射程超过70公里的喀秋莎火箭炮和射程40公里，能袭击以色列黎巴嫩边境城市的黎明-3中程弹道导弹、布爾坎彈道導彈、DR-3巡弋飛彈。

## 對外關係
2020年4月30日，德國聯邦內政部將真主黨列為什葉派恐怖組織，並全面禁止在境內進行活動。

### 将真主党列为恐怖组织的国家或实体
| 名称             | 认定对象         | 参考资料             |
| ---------------- | ---------------- | -------------------- |
| 阿根廷           | 真主党的整个组织 | [ 66 ] [ 67 ]        |
|                  | 真主党的整个组织 | [ 34 ] [ 68 ] [ 69 ] |
| 巴林             | 真主党的整个组织 | [ 30 ]               |
| 加拿大           | 真主党的整个组织 | [ 33 ]               |
| 哥伦比亚         | 真主党的整个组织 | [ 70 ]               |
| 欧洲联盟         | 真主党的军事部门 | [ 71 ] [ 72 ]        |
| 法國             | 真主党的军事部门 | [ 36 ]               |
| 德国             | 真主党的整个组织 | [ 73 ] [ 74 ]        |
| 海合会           | 真主党的整个组织 | [ 75 ]               |
|                  | 真主党的整个组织 | [ 70 ] [ 76 ] [ 77 ] |
| 以色列           | 真主党的整个组织 | [ 29 ]               |
| 日本             | 真主党的整个组织 | [ 78 ]               |
| 科索沃           | 真主党的军事部门 | [ 79 ]               |
| 立陶宛           | 真主党的整个组织 | [ 80 ]               |
| 荷蘭             | 真主党的整个组织 | [ 38 ] [ 81 ]        |
| 新西兰           | 真主党的军事部门 | [ 35 ]               |
| 巴拉圭           | 真主党的整个组织 | [ 82 ]               |
| 塞爾維亞         | 真主党的整个组织 | [ 83 ]               |
| 阿联酋           | 真主党的整个组织 | [ 84 ]               |
| 英国             | 真主党的整个组织 | [ 85 ]               |
| 美国             | 真主党的整个组织 | [ 28 ]               |
| 委內瑞拉流亡政府 | 真主党的整个组织 | [ 86 ]               |
|                  | 真主党的整个组织 | [ 87 ]               |
| 爱沙尼亚         | 真主党的整个组织 | [ 88 ]               |
| 捷克             | 真主党的整个组织 | [ 89 ]               |
| 立陶宛           | 真主党的整个组织 | [ 90 ]               |
| 拉脫維亞         | 真主党的整个组织 | [ 91 ]               |
| 斯洛維尼亞       | 真主党的整个组织 | [ 92 ]               |
| 奥地利           | 真主党的整个组织 | [ 93 ]               |

### 否认真主党为恐怖组织的國家或实体
| 名称           | 态度                                                                               | 参考资料        |
| -------------- | ---------------------------------------------------------------------------------- | --------------- |
| 黎巴嫩         | 該國合法政黨                                                                       | [ 22 ]          |
| 阿尔及利亚     | 拒绝承认其为恐怖组织                                                               | [ 94 ]          |
| 古巴           | 协助训练其成员                                                                     | [ 95 ]          |
| 伊朗           | 提供支持                                                                           | [ 96 ]          |
| 伊拉克         | 協助訓練伊拉克境內的親伊朗武裝組織「真主黨旅」                                     | [ 97 ]          |
|                | 提供支持                                                                           | [ 98 ]          |
| 中华人民共和国 | 維持中立，並将其视为合法政党，同時有一定的接觸往來                                 | [ 99 ]          |
| 俄羅斯         | 将其视为合法的政黨兼抵抗组织                                                       | [ 78 ]          |
| 叙利亚         | 原先真主黨被阿薩德政權所支持，直到阿薩德政權於2024年被自由敘利亞政府所正式推翻為止 | [ 100 ]         |
| 委內瑞拉       | 與真主黨本身有所往來，並接受真主黨之資助、金援                                     | [ 101 ]         |
| 阿拉伯国家联盟 | 2016年—2024年将真主党的整个组织认定为为恐怖组织，但自2024年起不再认定为恐怖组织。  | [ 102 ] [ 103 ] |

### 官方网站
- Islamic Resistance in Lebanon（页面存档备份，存于）
- Hizbullah – the Party of God – List of links to official websites and documents （页面存档备份，存于）

### 其他链接
- Hezbollah （页面存档备份，存于）: Financing Terror through Criminal Enterprise, Testimony of Matthew Levitt, Hearing of the Committee on Homeland Security and Governmental Affairs, United States Senate
- Hizbullah's two republics （页面存档备份，存于） by Mohammed Ben Jelloun, Al-Ahram, February 15–21, 2007
- Inside Hezbollah （页面存档备份，存于）, short documentary and extensive information from Frontline/World on PBS.
- An Open Letter: The Hezbollah Program – five pages excerpted from Hezbollah's 1985 manifesto translated into English. The complete document is 20 printed pages in translation and may be found in Norton, Augustus. . Austin: University of Texas Press. 1987. ISBN 0-292-73039-X. Specifically: "Nass al-risala al-maftuha allati wajjaha hizb allah ila al-mustad'afin fi lubnan wa al-'alam [Text of an Open Letter Addressed by Hizballah to the Downtrodden in Lebanon and in the World]", Appendix B, pp. 167–187.
- Hizbullah – the 'Party of God' （页面存档备份，存于） – fact file at Ynetnews
- 背景资料：黎巴嫩真主党新浪网 （页面存档备份，存于）（中文）